# Rivastigmine
Rivastigmine (INN) is een geneesmiddel tegen dementie. Het wordt voorgeschreven voor de behandeling van milde tot ernstige dementie ten gevolge van de ziekte van Alzheimer of de ziekte van Parkinson. Rivastigmine wordt op de markt gebracht door Novartis (merknaam: Exelon®) en door KRKA, d.d., Novo mesto (merknaam: Nimvastid®). Het is beschikbaar in de vorm van harde capsules of van orodispergeerbare tabletten (die in de mond oplossen). Exelon is ook beschikbaar als een pleister. Met de pleister is een gelijkmatige afgave van het middel mogelijk, wat het beter verdraagbaar moet maken. Het is het eerste middel tegen dementie dat onder deze vorm beschikbaar is.
Rivastigmine werd ontwikkeld aan de Hebreeuwse Universiteit van Jeruzalem door prof. Marta Weinstock-Rosin en medewerkers. Novartis verkreeg de licentie op het product. Exelon is sedert 1997 op de markt. Nimvastid werd op 11 mei 2009 toegelaten in de Europese Unie.
Rivastigmine behoort tot de cholinesteraseremmers. Bij patiënten met alzheimer- of parkinsondementie is door het afsterven van zenuwcellen in de hersenen de concentratie van de neurotransmitter acetylcholine verlaagd. Rivastigmine werkt dit tegen, door de enzymen acetylcholinesterase en butyrylcholinesterase, die acetylcholine afbreken, te blokkeren. Het helpt zo de symptomen van de dementie te verminderen.

## Delirium
Het middel wordt soms offlabel ingezet om delirium bij intensivecarepatiënten te behandelen. Er zijn aanwijzingen dat het middel nadelig is voor de overlevingskans van de patiënten, en er is een onderzoek gestart door de Inspectie voor de Gezondheidszorg. Dezelfde inspectie heeft eind 2005 de ziekenhuizen aangespoord om delirium beter te diagnosticeren en te behandelen. Na vergelijkend onderzoek werd in 2010 besloten met deze toepassing abrupt te stoppen.